# Sierra de los Apóstoles
La sierra de los Apóstoles es una formación orográfica, en el sur de la provincia de Misiones, Argentina. En un sentido estricto no es correcta la denominación de sierra, ya que posee una apariencia amesetada similar a las formaciones del macizo de Brasil de la cual es una estribación. La sierra de los Apóstoles es parte de la orografía de transición entre el macizo de Brasilia.
La sierra de los Apóstoles se encuentra al sudoeste de las sierras de Imán, que se continúa con la sierra de San José (300 m s. n. m.). El sustrato de los Apóstoles es del Precambrico, y no ha estado sujeto a procesos de plegamiento.
Es una meseta rocosa, cuyo relieve es considerado una transición entre la orografía brasileña y las planicies argentinas. Este basamento es un bloque del macizo de Brasilia y está cubierto por rocas volcánicas de color pardo negruzco, conocidas como meláfiros; tiene un subsuelo formado por areniscas rojas producto de la erosión y la rotura de las rocas ígneas.
El clima es tropical, con precipitaciones excesivas de unos 3000 mm anuales y se distribuyen regularmente a lo largo del año. La temperatura anual tiene un promedio de 21 °C. 
El paisaje se caracteriza por el denso entorno selvático y el terreno anaranjado.

## Flora
La selva posee numerosas especies que conforman los diferentes estratos de vegetación donde abundan enredaderas y epífitas. Los bosques naturales están muy alterados por la tala y el uso del terreno para agricultura.  En el estrato más elevado se encuentran los árboles que alcanzan más de 30 m de altura, mientras que en el estrato inferior abundan los helechos y musgos.
La flora característica del ambiente de selva mixta incluye ejemplares de laurel,  guatambú,  palo rosa, cedro, laurel amarillo, y  lapacho, bajo los cuales se desarrollan tacuaras bravas y pitingá, entremezcladas con ejemplares de  pino paraná. En ambiente de campos y malezas presenta pastizales de gramíneas, principalmente de Paspalum y Panicum, con algunos matorrales alternados.

## Fauna
La fauna incluye zorros de monte (Cerdocyon thous), zorros de campo (Lycalopex gymnocercus), pacas (Cuniculus paca), acutís (Dasyprocta punctata), monos caí (Sapajus apella), aperiás (Cavia aperea) y ositos lavadores (Procyon cancrivorus), entre otros.
Entre los insectos hay hormigas termitas y numerosas especies de mariposa.